# Peacham
Peacham és una població dels Estats Units a l'estat de Vermont. Segons el cens del 2000 tenia 665 habitants.

## Demografia
Segons el cens del 2000, Peacham tenia 665 habitants, 263 habitatges, i 184 famílies. La densitat de població era de 5,5 habitants per km².
Dels 263 habitatges en un 36,9% hi vivien nens de menys de 18 anys, en un 58,2% hi vivien parelles casades, en un 9,1% dones solteres, i en un 29,7% no eren unitats familiars. En el 24,7% dels habitatges hi vivien persones soles l'11,8% de les quals corresponia a persones de 65 anys o més que vivien soles. El nombre mitjà de persones vivint en cada habitatge era de 2,53 i el nombre mitjà de persones que vivien en cada família era de 3,04.
Per edats la població es repartia de la següent manera: un 27,7% tenia menys de 18 anys, un 4,7% entre 18 i 24, un 19,8% entre 25 i 44, un 32,5% de 45 a 60 i un 15,3% 65 anys o més.
L'edat mediana era de 43 anys. Per cada 100 dones de 18 o més anys hi havia 90,1 homes.
La renda mediana per habitatge era de 40.000 $ i la renda mediana per família de 50.938 $. Els homes tenien una renda mediana de 43.393 $ mentre que les dones 22.344 $. La renda per capita de la població era de 19.808 $. Entorn del 5,9% de les famílies i el 6,5% de la població estaven per davall del llindar de pobresa.